# Giro del Piemonte 1928
Il Giro del Piemonte 1928, ventunesima edizione della corsa, si svolse il 6 maggio 1928 su un percorso di 255 km. La vittoria fu appannaggio dell'italiano Marco Giuntelli, che completò il percorso in 11h43'00", precedendo i connazionali Battista Giuntelli ed Amulio Viarengo.
Sul traguardo di Torino 32 ciclisti, su 52 partiti dalla medesima località, portarono a termine la competizione. 

## Ordine d'arrivo (Top 10)
| Pos. | Corridore           | Squadra         | Tempo     |
| ---- | ------------------- | --------------- | --------- |
| 1    | Marco Giuntelli     | Touring-Pirelli | 10h23'00" |
| 2    | Battista Giuntelli  | Bianchi-Pirelli | s.t.      |
| 3    | Amulio Viarengo     | Bianchi-Pirelli | s.t.      |
| 4    | Federico Gay        | Alcyon-Dunlop   | a 5'30"   |
| 5    | Secondo Martinetto  | -               | s.t.      |
| 6    | Pietro Fossati      | Maino           | a 7'50"   |
| 7    | Egidio Picchiottino | Alcyon-Dunlop   | s.t.      |
| 8    | Catalani            | ?               | a 9'15"   |
| 9    | Angelo Rinaldi      | Maino           | s.t.      |
| 10   | Camillo Arduino     | Alcyon-Dunlop   | a 9'40"   |